# Associazione Calcio Pavese Luigi Belli 1938-1939
Questa voce raccoglie le informazioni riguardanti l'Associazione Calcio Pavese Luigi Belli nelle competizioni ufficiali delle stagione 1938-1939.

## Stagione
Nella stagione 1938-1939 la Pavese "Luigi Belli" disputa il girone B del campionato di Serie C. Conclude la stagione con 25 punti in classifica piazzandosi in sesta posizione. Il torneo è stato vinto dalla Reggiana con 37 punti davanti alla Cremonese con 35 punti. Gli emiliani hanno acquisito il diritto di disputare il girone finale che assegnava la promozione, fallendo l'obiettivo. Ultima e retrocessa nel girone il Derthona con 11 punti, il Cantù penultimo con 18 punti è retrocesso sul campo, in seguito è stato riammesso in Serie C.
In casa bianconera il presidente Agostino Rimaroli punta ad un tranquillo campionato e alla valorizzazione dei giovani più promettenti. Un traguardo pienamente raggiunto, perché dopo un avvio difficoltoso ha avuto una netta ripresa, una lunga serie positiva che ha permesso alla squadra di ottenere un onorevole sesto posto a pari punti con il Mantova e la Caratese. Si sono messi in evidenza in attacco Achille Buzzoni il miglior marcatore di stagione con otto reti e Gaspare Parvis arrivato dal Breme, autore di sette reti.

## Rosa
| N. |                   | Ruolo | Calciatore          |
| -- | ----------------- | ----- | ------------------- |
|    | Italia (bandiera) | P     | Giuseppe Albani     |
|    | Italia (bandiera) | A     | Giancarlo Bandirali |
|    | Italia (bandiera) | C     | Attilio Belloni     |
|    | Italia (bandiera) | D     | Angelo Bocchi       |
|    | Italia (bandiera) | C     | F. Borghi           |
|    | Italia (bandiera) | A     | Achille Buzzoni     |
|    | Italia (bandiera) | C     | Giuseppe Castelli   |
|    | Italia (bandiera) | C     | Giuseppe Collo      |
|    | Italia (bandiera) | A     | Luigi Consonni      |
|    | Italia (bandiera) | C     | Oreste Corsico      |
|    | Italia (bandiera) | D     | Luigi Ferrari       |

| N. |                   | Ruolo | Calciatore          |
| -- | ----------------- | ----- | ------------------- |
|    | Italia (bandiera) | C     | Paolino Ferrari     |
|    | Italia (bandiera) | C     | Bruno Mangiarotti   |
|    | Italia (bandiera) | C     | Nino Mangiarotti    |
|    | Italia (bandiera) | A     | Innocente Moroni    |
|    | Italia (bandiera) | C     | Federico Munerati   |
|    | Italia (bandiera) | A     | Antonio Moscatello  |
|    | Italia (bandiera) | A     | Gaspare Parvis      |
|    | Italia (bandiera) | D     | Gaetano Pasinelli   |
|    | Italia (bandiera) | D     | Natale Pisani       |
|    | Italia (bandiera) | P     | Agostino Scaglioni  |
|    | Italia (bandiera) | C     | Federico Signorelli |

## Risultati

### Girone di andata
| Arbitro: | Anceschi (Genova) |

|              |           |  |
| Consonni 59’ | Marcatori |  |

| Arbitro: | Venutti (Trieste) |

|                           |           |  |
| Olivieri 62’ Frattini 83’ | Marcatori |  |

| Arbitro: | Neri (Vicenza) |

|                  |           |                                |
| Buzzoni 17’, 69’ | Marcatori | 19’ Prata Pizzala 81’ Esposito |

| Arbitro: | Marini (Verona) |

|                   |           |  |
| Anastasi 75’, 80’ | Marcatori |  |

| Arbitro: | Martelli (Bologna) |

|                     |           |            |
| Moscatello 60’, 67’ | Marcatori | 43’ Gelosa |

| Arbitro: | Zilli (Reggio Emilia) |

|                       |           |               |
| Cella 55’ Ganelli 68’ | Marcatori | 47’ Bandirali |

| Arbitro: | Codeluppi (Lodi) |

|             |           |  |
| Corsico 34’ | Marcatori |  |

| Arbitro: | Clemente (Gorizia) |

|  |           |                |
|  | Marcatori | 75’ Moscatello |

| Arbitro: | Anceschi (Genova) |

|  |           |                   |
|  | Marcatori | 42’, 67’ Martelli |

| Reggio Emilia 11 dicembre 1938 10ª giornata | Reggiana           | 0 – 0 | Pavese Luigi Belli | Stadio Mirabello\| Arbitro: \| Brunetti (Bologna) \| |
| Arbitro:                                    | Brunetti (Bologna) |       |                    |                                                      |

| Arbitro: | Sorbi (Genova) |

|                                        |           |            |
| Buzzoni 11’ (rig.) 36’ Parvis 33’, 70’ | Marcatori | 21’ Sacchi |

| Arbitro: | Macchi (Varese) |

|                |           |             |
| Moscatello 86’ | Marcatori | 12’ Raccone |

| Arbitro: | Reggiani (Brescia) |

|                   |           |                      |
| Frigerio 12’, 25’ | Marcatori | 28’ Parvis 88’ Collo |

### Girone di ritorno
| Arbitro: | Mantovani (Ferrara) |

|            |           |                       |
| Borghi 51’ | Marcatori | 8’ (aut.) Mangiarotti |

| Arbitro: | Panciatici (La Spezia) |

|            |           |              |
| Parvis 80’ | Marcatori | 25’ Armanini |

| Arbitro: | Carminati (Milano) |

|  |           |                        |
|  | Marcatori | 49’ Buzzoni 60’ Borghi |

| Arbitro: | Melioli (Genova) |

|                              |           |           |
| Buzzoni 24’, 46’ Belloni 64’ | Marcatori | 12’ Corti |

| Monza 12 febbraio 1939 18ª giornata | Monza               | 0 – 0 | Pavese Luigi Belli | Campo di via Ghilini\| Arbitro: \| Mastrazzi (Brescia) \| |
| Arbitro:                            | Mastrazzi (Brescia) |       |                    |                                                           |

| Arbitro: | Dagnino (Genova) |

|            |           |         |
| Borghi 87’ | Marcatori | 1’ Gemo |

| Arbitro: | Forni (Trento) |

|                                    |           |  |
| Reggiani 26’, 27’, 89’ Bianchi 73’ | Marcatori |  |

| Pavia 5 marzo 1939 21ª giornata | Pavese Luigi Belli | 0 – 0 | Carpi | Stadio Comunale\| Arbitro: \| Perani (Bergamo) \| |
| Arbitro:                        | Perani (Bergamo)   |       |       |                                                   |

| Arbitro: | Coletti (Treviso) |

|                                                            |           |  |
| Giuberti 3’ Del Grosso 10’ Camisaschi 24’ Rampini 72’, 87’ | Marcatori |  |

| Arbitro: | Pizziolo (Firenze) |

|  |           |           |
|  | Marcatori | 28’ Croce |

| Arbitro: | Venutti (Trieste) |

|                           |           |  |
| Mantovani 10’ Gardini 85’ | Marcatori |  |

| Arbitro: | Andreoni (Milano) |

|  |           |                        |
|  | Marcatori | 70’ Borghi 77’ Buzzoni |

| Arbitro: | De Vecchi (Milano) |

|                      |           |  |
| Parvis 44’, 54’, 69’ | Marcatori |  |